# Verde cadmio
El verde de cadmio es un pigmento verde que se obtiene con la mezcla de amarillo de cadmio y verde veronés (verde veronés, también verde de cromo o viridian en inglés)

## Historia
El verde de cadmio fue usado por primera vez en el siglo XIX ya que uno de sus componentes, el amarillo de cadmio, fue descubierto en 1817 por Friedrich Stromeyer. El verde veronés fue creado por el pintor Paolo Veronese (Verona, 1528 - Venecia, 1588).

## Composición
Se obtiene de la mezcla de amarillo de cadmio y de verde veronés, en raras ocasiones también se puede usar ftalocianina de cobre (también de un tono verde-azulado).
Aunque puedan usarse otros verdes o azules mezclados con amarillo de cadmio para hacer colores parecidos, la mezcla con el verde veronés le da una buena estabilidad y una gran resistencia a la luz, cosa que no ocurre si se mezcla con otros verdes o azules, cuando, aunque se obtenga un buen toto y color, no tienen la misma estabilidad ni resisténcia y suelen reaccionar químicamente entre ellos.

## Toxicidad
Los compuestos de cadmio son tóxicos o muy tóxicos, por eso actualmente se suelen sustituir por otros pigmentos (compuestos azo) del mismo color.

## Uso en la pintura
Es un color opaco, su capacidad cubriente y poder colorante es entre buena y muy buena. Hereda las propiedades pictóricas de sus componentes: una buena estabilidad y gran resistencia a la luz.
No debería mezclarse con blanco de plomo ni con amarillo de cadmio para evitar reacciones.
La buena reputación del verde de cadmio suele ser exagerada por el hecho de que, cuando se descubrió el amarillo de cadmio, los otros pigmentos amarillos existentes tenían una calidad muy inferior y actualmente se sustituyen por compuestos azo.